# Ett köpmanshus i skärgården (film)

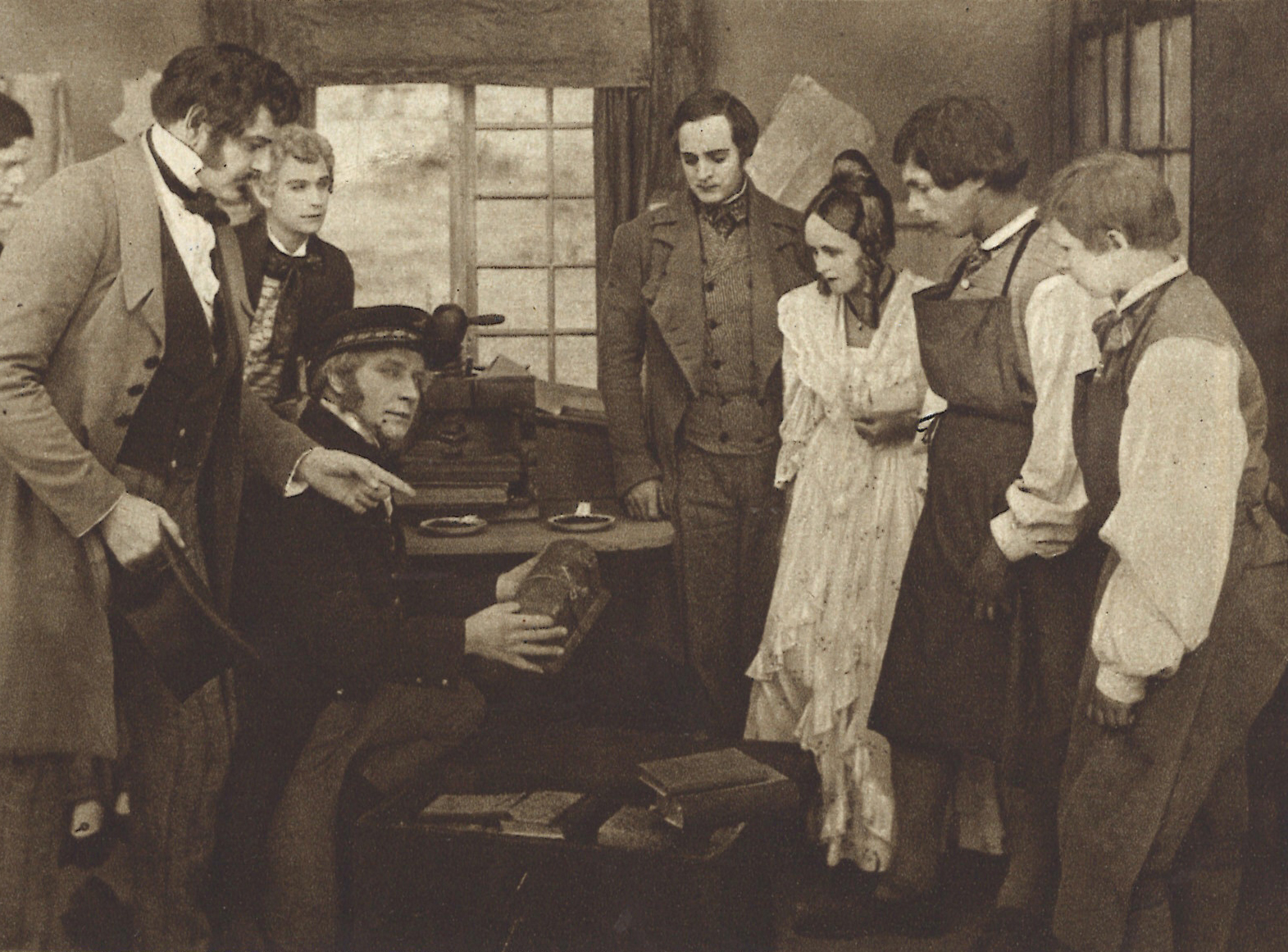
Scen ur filmen. Mitt i bilden, sittande på huk, ses Ivar Kalling i rollen som kapten Geistern.

Ett köpmanshus i skärgården är en svensk dramafilm från 1925 i regi av Hjalmar Peters. 

## Om filmen
Filmen premiärvisades 5 oktober 1925. Den spelades in i Gerlesborg, Bovallstrand och Bottnafjorden i Bohuslän av Hellwig F. Rimmen. 
Som förlaga har man Emilie Flygare-Carléns roman Ett köpmanshus i skärgården som utgavs 1860. Romanen har senare blivit förlaga till Åke Falcks TV-serie Ett köpmanshus i skärgården som visades 1973.  
Huset, som stått förebild för boken, finns kvar. Likaså två magasin med köpmansbod och kontor. Det har stått tomt en längre tid och magasinen står snart inte att rädda. Vid stranden finns hamnen kvar. Där kunde större båtar lägga till för att lasta och lossa varor.

## Rollista i urval
- Einar Axelsson – Wilhelm Holt, köpman
- John Westin – Åke Hjelm, köpman, Holts kompanjon
- Rosa Tillman – Emilia Hjelm, hans hustru
- John Ekman – Karl-Johan Moss, f_d köpman
- Anna Wallin – Beate-Marie, hans hustru
- Anna Carlsten – Majken, deras dotter
- Hjalmar Peters – Gudmar Guldbrandsson, kapellpredikant
- Torsten Bergström – Gudmar, hans son
- Wanda Rothgardt – Thorborg Guldbrandsson, hans dotter
- Ivar Kalling – Geistern, kapten
- Emil Fjellström – Bengt Ufsson på Ufö
- Robert Johnson – Petter Gädda
- Svea Peters – Vivika
- August Lundmark – Slocke-Pelle
- Knut Pehrson – Dillhuvud
- Birger Lock